# Zbojský potok
Zbojský potok je potok na severovýchodě Slovenska, nejvýznamnější levostranný přítok Uličky. Je dlouhý 21,4 km. Pramení v Bukovských vrších v nadmořské výšce okolo 1 060 m na jihozápadním svahu Jarabé skály. Ve svém horním toku protéká Národním parkem Poloniny. Do Uličky ústí u obce Ulič, v nadmořské výšce okolo 260 m.

## Fotogalerie

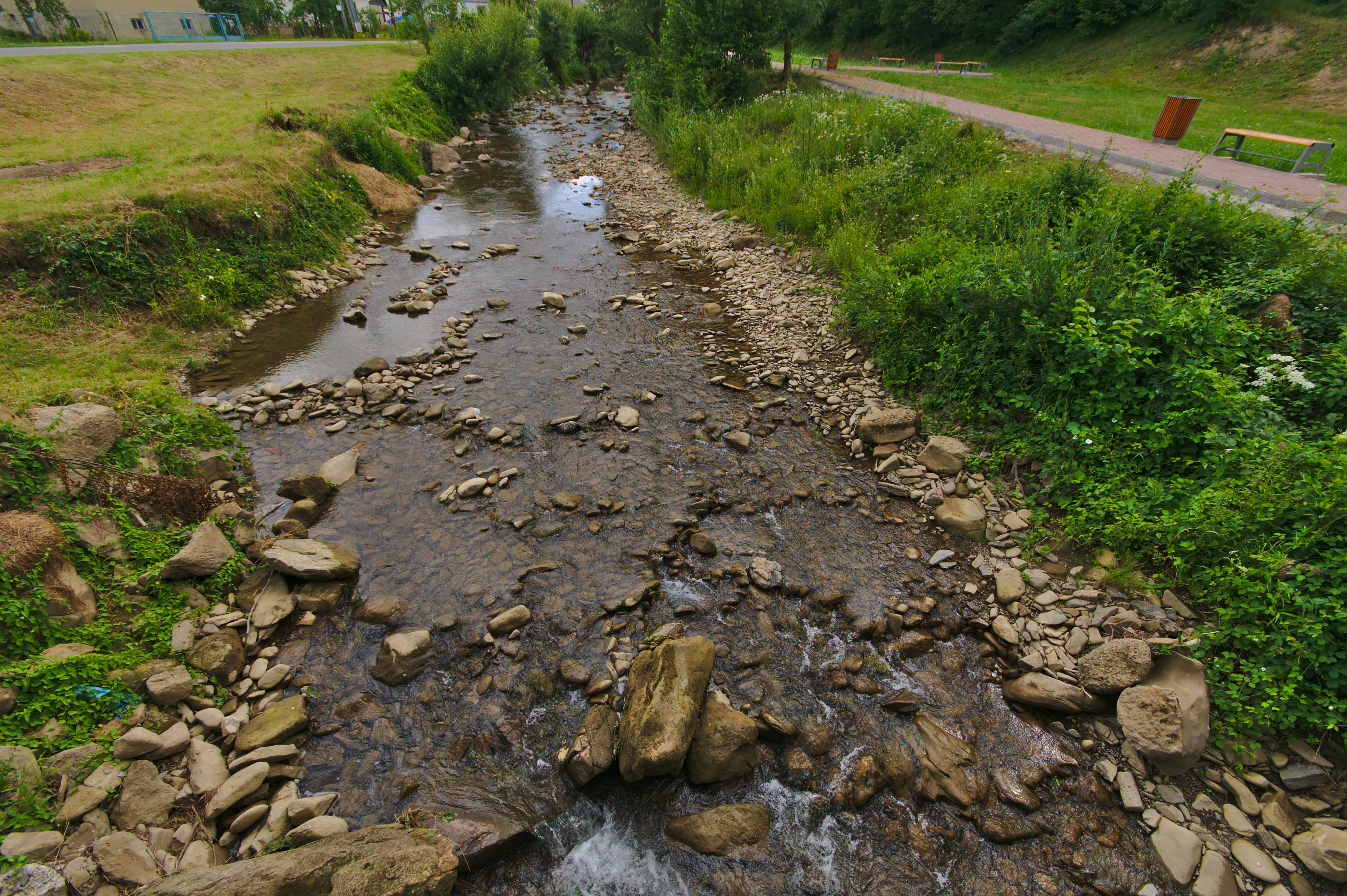
Potok ve Zboji
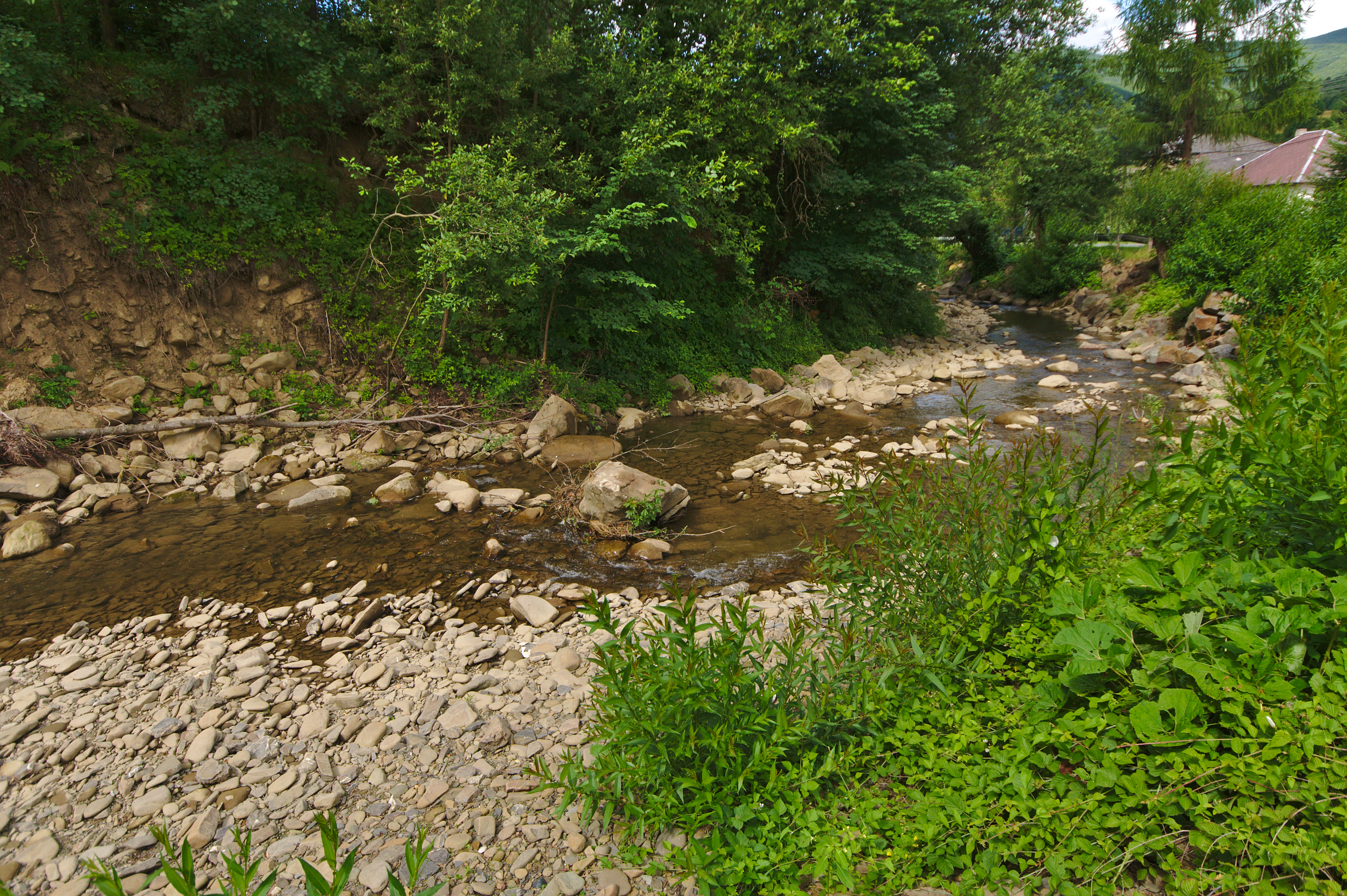
Potok ve Zboji
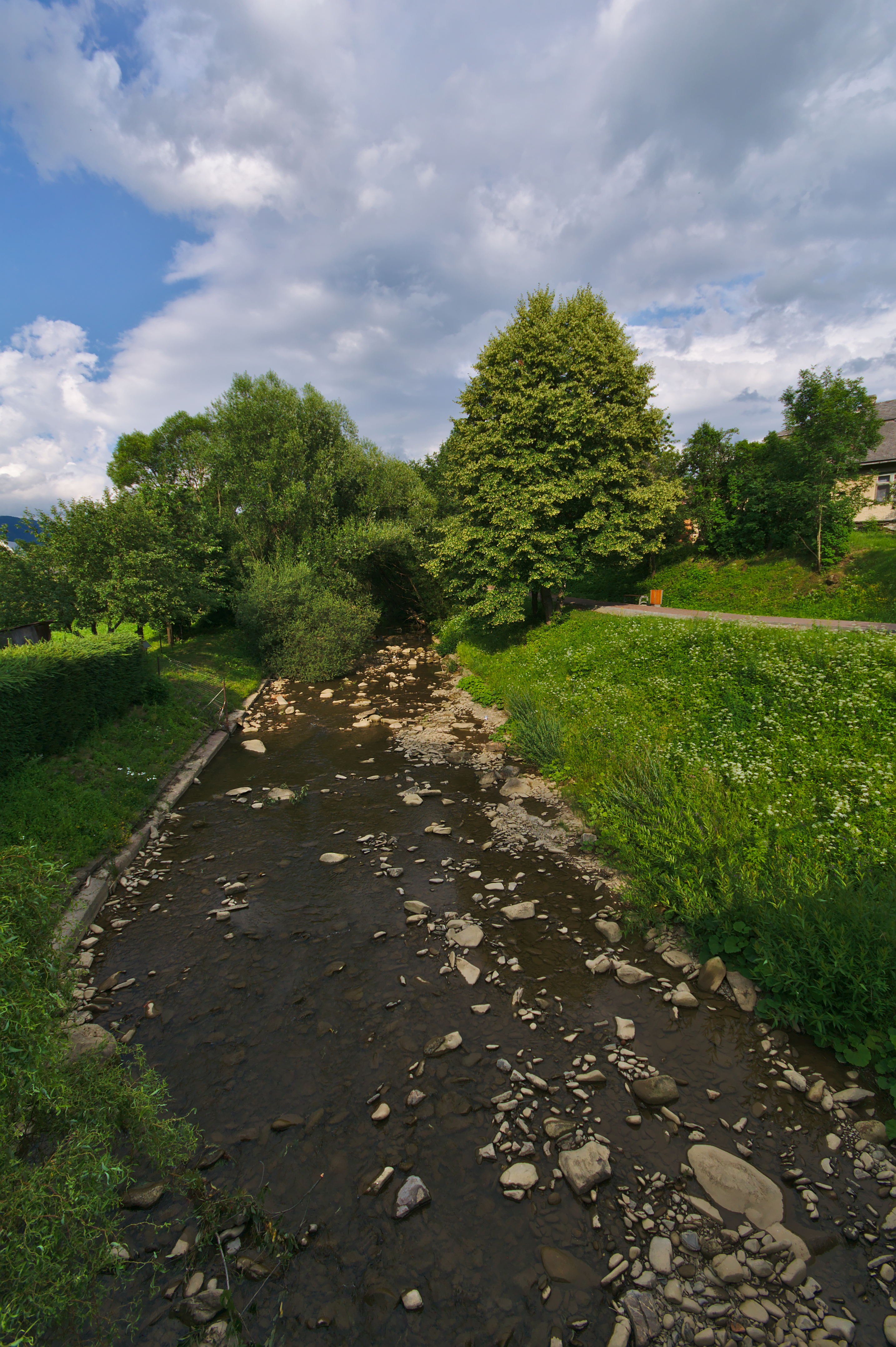
Potok ve Zboji
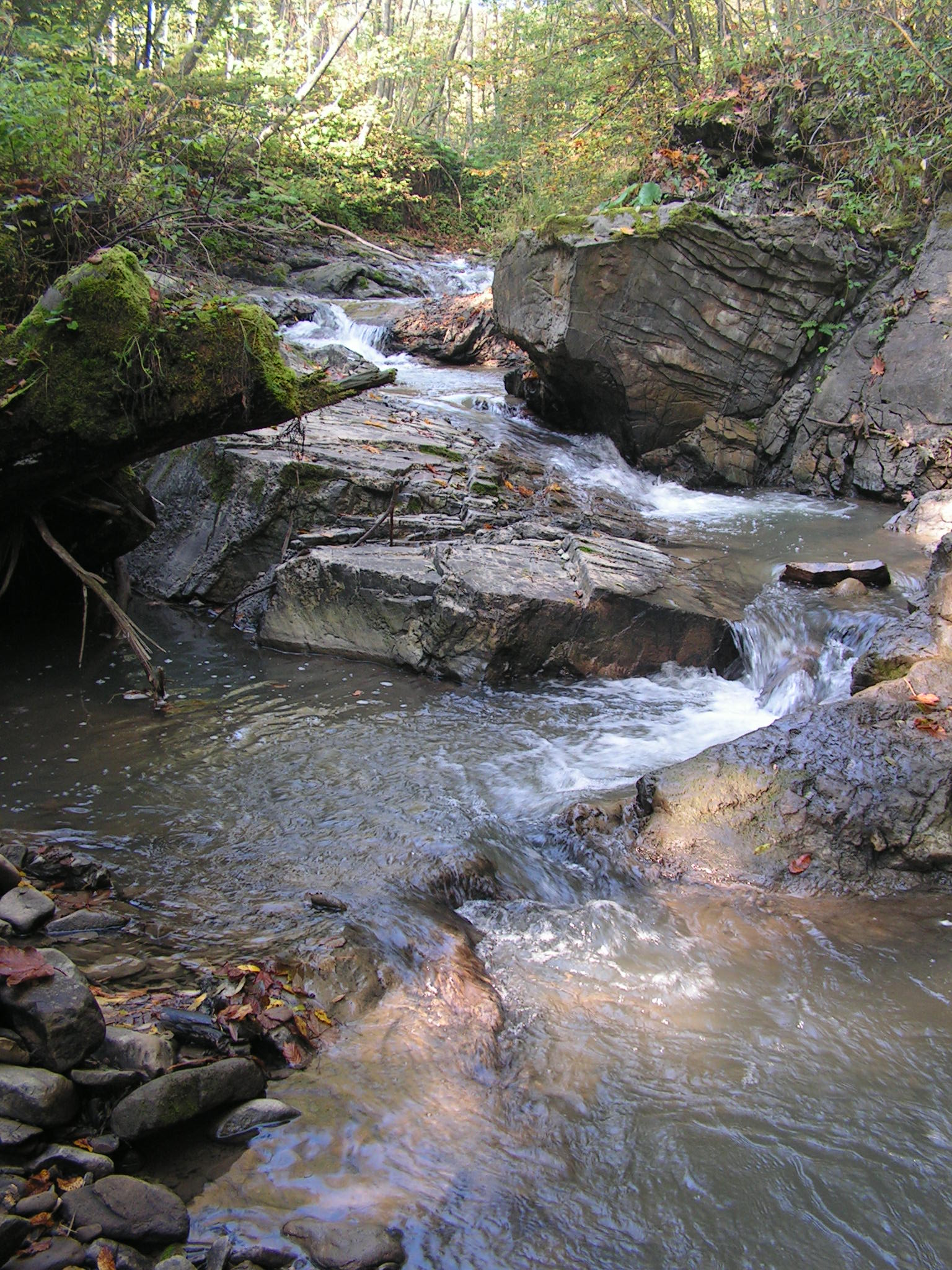
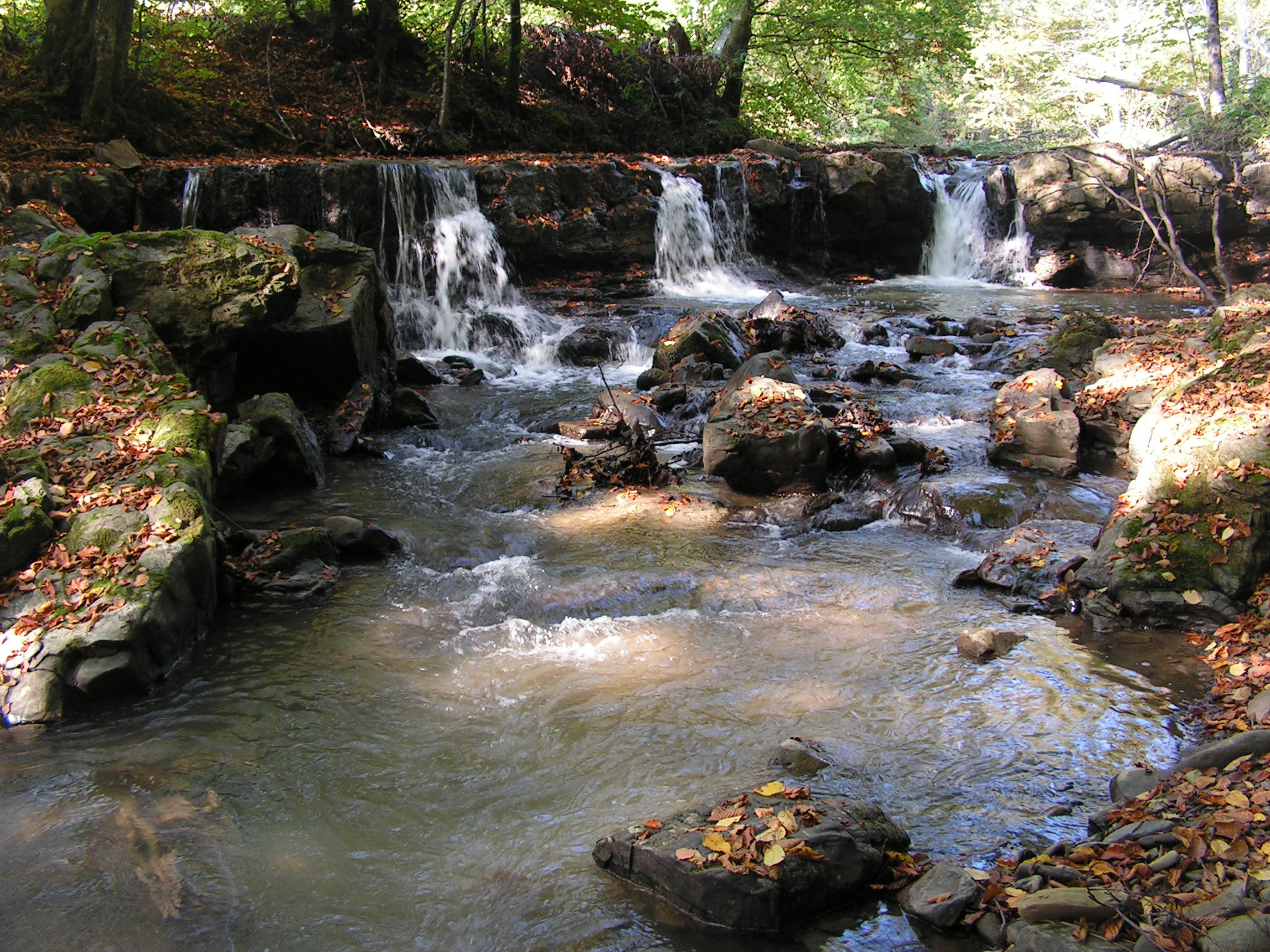
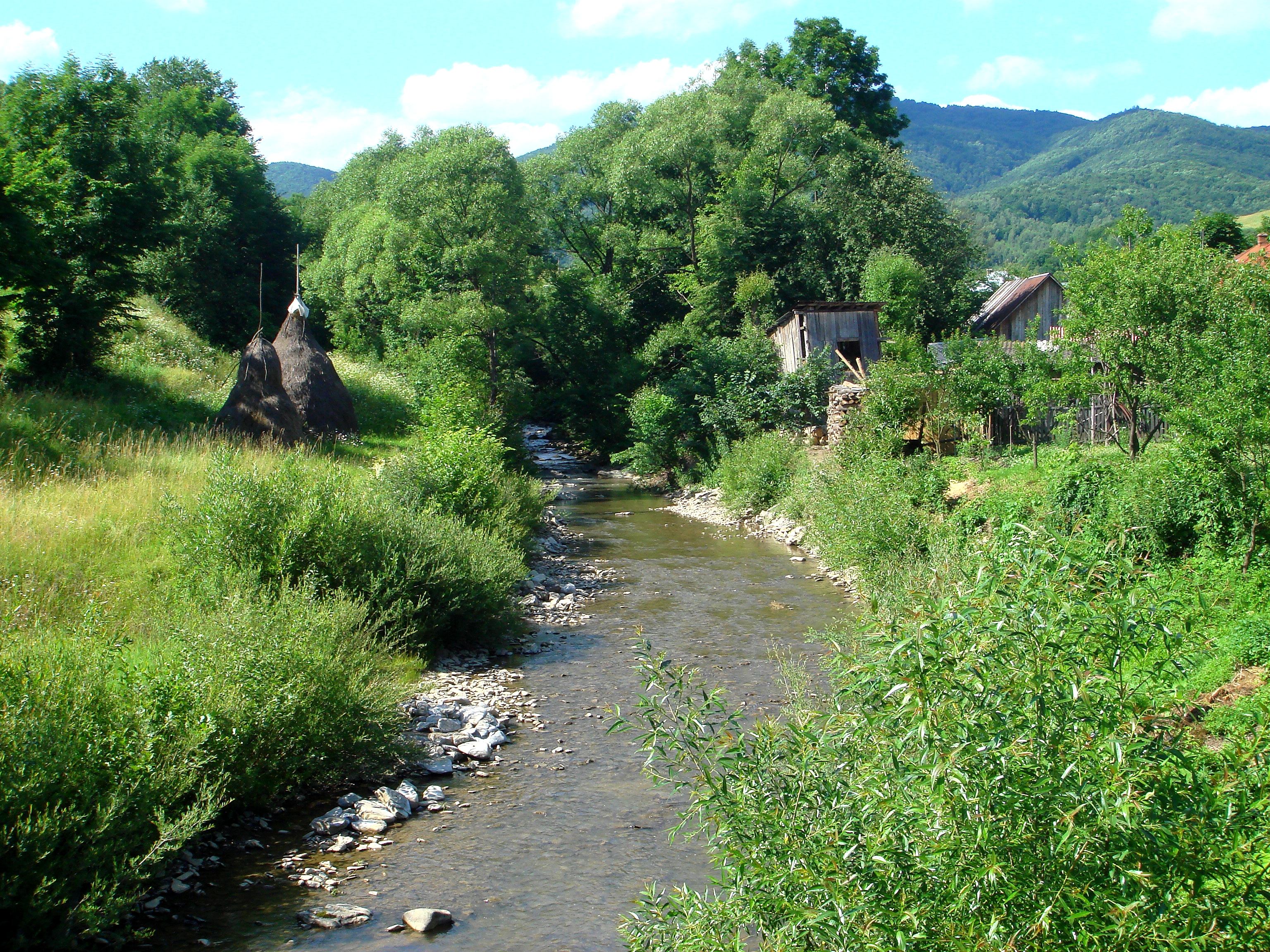